# تندر (حوامة)

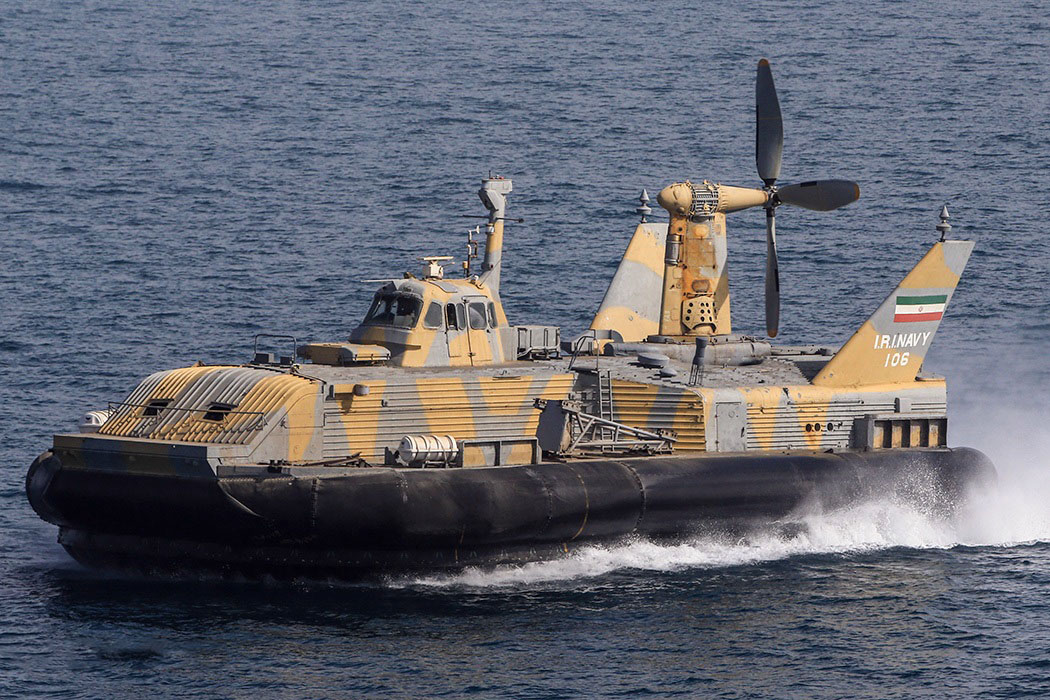
حوامة تندر العسكرية، إيرانية الصنع

حوامة تندر: هي مركبة قتالية ثقيلة إيرانية الصنع، والتي تُعتبَر إحدى المشاريع العسكرية لوزارة الدفاع الإيرانية وتتميز حوامة تندر بالقدرة على اجتياز المناطق الوعرة وقد تم تزويدها بأنظمة ألكترونية وقتالية لتعزيز قدرات القوات الإيرانية في العمليات الحربية البحرية، وكذلك تم تزويدها بطائرات استطلاع بدون طيار واجهزة لجمع البيانات. وهذه الحوامة تم تصنيعها على نوعين، فالنوع الأول قتالي والنوع الثاني مواصلاتي. ولكل نوع مواصفاته ومهامه الخاصة به.

## المُصَنِع
تم تصنيع حوامة تندر بنوعيها العسكري وغير العسكري محلياً على يد الخبراء  الإيرانيين العاملين في وزارة الدفاع الإيرانية.

## أنواع الحوامة

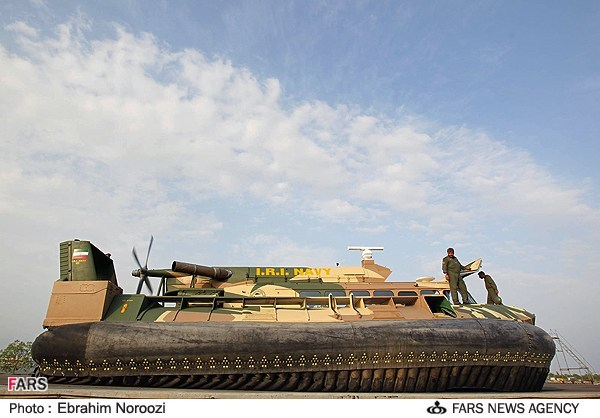
حوامة تندر العسكرية خلال احتفال إنضمام عدة قطع جديدة من المعدات العسكرية إلى البحرية الإيرانية في بندر عباس عام 2012م

تم إنتاج حوامة تندر على نوعين من قبل المتخصصين الإيرانيين. النوع الأول يستخدم في العمليات الحربية واطلق عليها اسم تندر. والنوع الثاني تم انتاجه لعمليات الإنقاذ والنقل والإغاثة.

## كشف النقاب
كشف وزير الدفاع الإيراني العميد أحمد وحيدي النقاب عن حوامة تندر القتالية الثقيلة، يوم الإثنين 2012/11/12 مؤكداً قدرتها على اجتياز مناطق وعرة للغاية، ومزودة بطائرات بدون طيار وأجهزة لجمع المعلومات ما يعزّز قدرات القوات الإيرانية في العمليات الحربية البحرية.

1. المراوح
2. هواء
3. مروحة ضغط الهواء
4. تنورة من المطاط

## الخصائص
تم تجهيز حوامة تندر الإيرانية بطائرات استكشاف مسيرة، وأجهزة لجمع المعلومات المطلوبة ومن ثم تحليلها والاستفادة منها في ساحات القتال.
ان المادة الأساسية المستخدمة في صناعة هذه الحوامات بنوعيها العسكري وغير العسكري هي المادة المكثورية.
النوع غير العسكري: ان الحوامة الإيرانية الغير قتالية هي تلك التي خُصِصَت لعمليات الإنقاذ والإغاثة. اما مواصفاتها، فيبلغ طولها 20 متر، وعرضها 8.4 متر، ارتفاعها 4.55 متر، ولها إمكانية حمل 22 مسافراً و20 طناً من المواد. وتستطيع هذه الحوامات الإيرانية السير بسرعة 80 كيلومتراً في الساعة.
النوع العسكري: وهو النوع الآخر لهذه الحوامة الإيرانية والتي صُنِعَت من قبل وزارة الدفاع والتي خُصِصَت لتنفيذ عمليات الحمل والنقل العسكري، اما مواصفاتها فهي تتمتع بطول يبلغ 25.8 متراً وعرضها 13 متراً، وارتفاعها 5.9 متراً ولها إمكانية حمل 8 أطنان من المواد، وتبلغ سرعتها 90 كلم في الساعة.
يمكن تسليح حوامة تندر بأسلحة متنوعة فهي قادرة على حمل واستخدام أنواع التسليحات المصنعة على يد وزارة الدفاع كالصواريخ والمدافع والطائرات بدون طيار.